# Дуглас, Арчибальд, 8-й маркиз Куинсберри
Арчибальд Уильям Дуглас, 8-й маркиз Куинсберри (англ. Archibald William Douglas, 8th Marquess of Queensberry 18 апреля 1818 — 6 августа 1858) — шотландский аристократ и консервативный политик. Он был известен как виконт Драмланриг с 1837 по 1856 год. Он занимал должность контролера королевского двора с 1853 по 1856 год.

## Предыстория
Родился 18 апреля 1818 года. Дуглас был сыном Джона Дугласа, 7-го маркиза Куинсберри (1779—1856), от Сары Дуглас (? — 1864), дочери майора Джеймса Шолто Дугласа (1757—1830). Он стал известен под титулом виконта Драмланрига (титул учтивости), когда его отец унаследовал титул маркиза Куинсберри в 1837 году. Он получил образование в Итонском колледже. Он уволился с военной службы в чине офицера 2-го лейб-гвардейского полка.

## Крикет
Он играл в первоклассный крикет за крикетный клуб Мэрилебона в 1841 году.

## Политическая карьера
Лорд Драмланриг был избран в Палату общин Великобритании от Дамфриссшира в 1847 году. В начале 1853 года он был приведен к присяге в Тайном совете и назначен контролером королевского двора в правительстве лорда Абердина. Эту должность он занимал до 1856 года, будучи в составе правительства лорда Палмерстона. В 1856 году он также стал преемником своего отца в качестве 8-го маркиза Куинсберри. Однако, поскольку он был шотландским пэром, это не давало ему права на место в Палате лордов Великобритании. Он вышел из Палаты общин в начале 1857 года. Помимо своей политической карьеры, он также был лордом-лейтенантом Дамфришиссра с 1850 по 1858 год.

## Семья
28 мая 1840 года в Гретна-Грине, Шотландия, лорд Куинсберри женился на Кэролайн Маргарет Клейтон (1821 — 14 февраля 1904), дочери генерала сэра Уильяма Клейтона, 5-го баронета (1786—1866), и Элис Хью Мэсси О’Доннелл. У них было шестеро детей:
- Леди Гертруда Джорджиана Дуглас (1843—1893), вышла замуж за Томаса Стока.
- Джон Шолто Дуглас, 9-й маркиз Куинсберри (20 июля 1844 — 31 января 1900), человек, стоявший за Правилами маркиза Куинсберри, которые легли в основу современного бокса[1]
- Лорд Фрэнсис Уильям Бувери Дуглас (8 февраля 1847 — 14 июля 1865), побежденный А. У. Муром и партией за день до первого восхождения на Обер-Габельхорн, погиб неделю спустя при первом успешном восхождении на Маттерхорн.
- Преподобный лорд Арчибальд Эдвард Дуглас (17 июня 1850 — 13 февраля 1938).
- Леди Флоренс Кэролайн Дуглас (25 мая 1855 — 7 ноября 1905) (близнец), военный корреспондент, писатель-путешественник и феминистка.
- Лорд Джеймс Эдвард Шолто Дуглас (25 мая 1855 — 5 мая 1891) (близнец), женился на заводчице скаковых лошадей Марте Люси Хеннесси (1854—1941) в 1888 году[8] in 1888.[1] . Джеймс покончил с собой в 1891 году, перерезав себе горло бритвой в лондонском отеле.

## Смерть
Лорд Куинсберри умер во время охоты в августе 1858 года в возрасте сорока лет, официально от взрыва своего ружья . Однако широко распространено мнение, что это событие было самоубийством. Маркиза Куинсберри умерла в феврале 1904 года. Он похоронен на семейном кладбище в Гули-Хилл, недалеко от Кинмаунт-хауса.